# 1975-ös Vuelta ciclista a España
Az 1975-ös Vuelta ciclista a España volt a 30. spanyol körverseny. 1975. április 22-e és május 11-e között rendezték. A verseny össztávja 3104 km volt, és 19 szakaszból állt. Végső győztes a spanyol Agustin Tamames lett.

## Végeredmény
|    | Versenyző            | Csapat         | Idő           |
| -- | -------------------- | -------------- | ------------- |
| 1  | Agustin Tamames      | Super Ser Zeus | 88 óra 00' 56 |
| 2  | Domingo Perurena     | Kas-Kaskol     | 14            |
| 3  | Miguel Maria Lasa    | Kas-Kaskol     | 34            |
| 4  | Luis Ocana           | Super Ser Zeus | 1' 34         |
| 5  | Hennie Kuiper        | Frisol-GBC     | 2' 29         |
| 6  | Fernardo Mendes Dos  | Benfica        | 5' 50         |
| 7  | Giuseppe Perletto    | Magniflex      | 5' 55         |
| 8  | José Martins Freitas | Coelima        | 6' 53         |
| 9  | Santiago Lazcano     | Super Ser Zeus | 7' 26         |
| 10 | Jesus Manzaneque     | Monteverde     | 7' 57         |